# Bill Mumy
Pour les articles homonymes, voir Mumy.
Charles William Mumy Junior, dit Bill Mumy (né en 1954) est un musicien et un acteur américain souvent vu dans des séries télévisées de science-fiction.

## Biographie
Né le 1er février 1954 à San Gabriel en Californie, il est apparu dans plus de quatre cents émissions de télévision et seize films de cinéma depuis l'âge de cinq ans.
Sa carrière a commencé dans la série Perdus dans l'espace (Lost in Space) dans le rôle de Will Robinson, et il est connu pour son rôle de Lennier, un extraterrestre, dans la série Babylon 5.  Enfant, il a marqué la série La Quatrième Dimension (The Twilight Zone) dans l'épisode « It's a Good Life », où il jouait un enfant puissant et immoral qui dominait sa ville.  Il apparaît aussi dans l'épisode « Conversation avec l'au-delà » (Long Distance Call) où il joue le rôle de Billy, un jeune garçon qui parle à sa grand-mère décédée au moyen du téléphone jouet qu'elle lui avait offert pour son anniversaire.  
Récemment, il a créé avec l'écrivain Peter David une série pour enfants, Space Cases.
Musicien accompli, il joue de la guitare, de la basse, du clavier, du banjo, de la mandoline, de l'harmonica et plusieurs instruments à percussion ; et il chante.  Il a réalisé cinq albums solo et neuf avec Robert Haimer dans le groupe comique musical Barnes and Barnes, au début des années 1980.  Pendant les années 1990, il est membre du groupe Jenerators (deux albums sortis).
Une de ses deux filles, Liliana Mumy (née en 1994), a déjà joué dans plusieurs films et séries.

## Discographie

### Solo
- 1997 : Dying To Be Heard
- 1999 : In the Current
- 2000 : Pandora's Box
- 2001 : After Dreams Come True
- 2004 : Ghosts: The Best of Bill Mumy

### Barnes and Barnes
Neuf albums, dont la chanson Fish Heads

### Jenerators
- Jenerators
- Hitting the Silk (1998)

## Filmographie

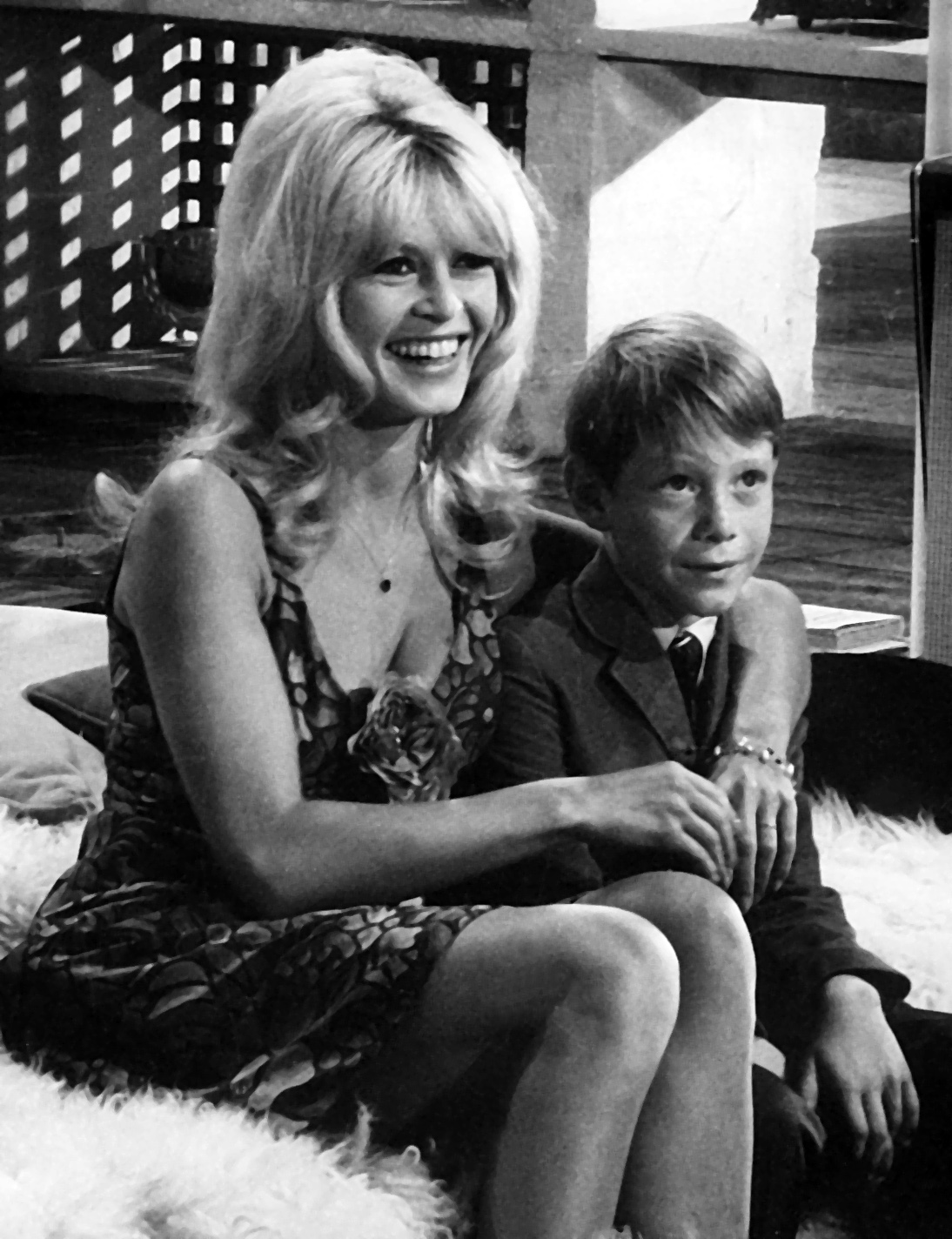
Avec Brigitte Bardot dans le film Chère Brigitte (1965).

### Cinéma
- 1965 : Chère Brigitte de Henry Koster : Erasmus Leaf
- 1968 : Les Troupes de la colère de Barry Shear : Le gamin
- 1971 : Bless the Beasts and Children de Stanley Kramer : Teft
- 1973 : Papillon de Franklin Schaffner : Lariot
- 1990 : Captain America d'Albert Pyun : Général Fleming jeune
- 2004 : Comic Book: The Movie de Mark Hamill : Lui-même
- 2006 : Look, Up in the Sky: The Amazing Story of Superman de Kevin Burns (en) : Consultant

### Télévision
- 1960 : Long distance call (Conversation avec l'au-delà), La Quatrième dimension - saison 2 - épisode 22 : Billy Bayles
- 1961 : It's a good life (C'est une belle vie), La Quatrième dimension - saison 3 - épisode 8 : Anthony Fremont
- 1961 : Alfred Hitchcock Présente - saison 7 - épisode 2 : Jackie Chester
- 1963 : Le Fugitif - saison 1 - épisode 15 : David
- 1963 : La Quatrième Dimension (The Twilight Zone) (Série TV) : épisode Amour paternel (In Praise of Pip) de Joseph M. Newman (saison 5, épisode 1) : Pip jeune
- 1964 : Ma sorcière bien-aimée - saison 1 - épisode 15 : Michel
- 1965-1968 : Perdus dans l'espace : Will Robinson
- 1965 : Ma sorcière bien-aimée - saison 2 - épisode 10 et 15 : Darin enfant
- 1965 : Jinny de mes rêves - saison 1 - épisode 11 : Custer
- 1965 : Le Virginien - saison 3 - épisode 28 (Old Cow-Boy) : Willy
- 1994-1999 : Babylon 5 : Lennier
- 1998 : Star Trek Deep Space Nine (TV) : Kellin (Saison 7, épisode 8 "Le siègle de AR-558")
- 2006 : Shockwave de Jim Wynorski : Major Heath
- 2002 : C'est toujours une belle vie, La Treizième Dimension - saison 1 - épisodes 22 et 31 : Anthony Fremont

## Récompense
- 2015 : Prix Inkpot